# Belize
Belize este o țară mică situată pe coasta de est a Americii Centrale, în Marea Caraibelor mărginită de Mexic la nord vest și Guatemala la vest și sud. Țara este o monarhie constituțională și o democrație parlamentară care îl recunosc pe Charles al III-lea ca Suveran. Pe mare Hondurasul este cel mai apropiat vecin, 75 km distanță peste Golful Honduras. Numele țării se trage din cel al Râului Belize la fel și orașul Belize, capitala anterioară și cel mai mare oraș al țării. În spaniolă de obicei i se spune Belice. A fost cunoscută ca și Hondurasul Britanic până în 1973, Belize a fost o colonie britanică mai mult de un secol. În anul 1981 a devenit o națiune independentă. Belize este membră a Comunității Caraibelor (CARICOM) și al Sistema de Integracion Centro Americana (SICA) și se consideră că ar face parte atât din Caraibe cât și din America Centrală.

## Istorie
Teritoriul Belize este locuit în Evul Mediu de triburi amerindiene maya, apoi de caribi. Descoperit de Cristofor Columb în 1502, el este ocupat de coloniști englezi în 1638 și disputat de spanioli până în 1798. A devenit colonie a coroanei britanice, din 1862, sub numele de Hondurasul Britanic. La 1 iunie 1973 ia numele de Belize și își proclamă, la 21 septembrie 1981, independența de stat în cadrul Commonwealth-ului. Conflictul teritorial cu Guatemala, care nu a recunoscut independența Belize, face necesară continuarea prezenței militare britanice aici.

## Organizare administrativ-teritorială
Belize este divizat, din punct de vedere administrativ, în șase districte, care la rândul lor sunt alcătuite din 31 de circumscripții.
|  | Districtul Belize Districtul Cayo Districtul Corozal Districtul Orange Walk Districtul Stann Creek Districtul Toledo |

## Economie

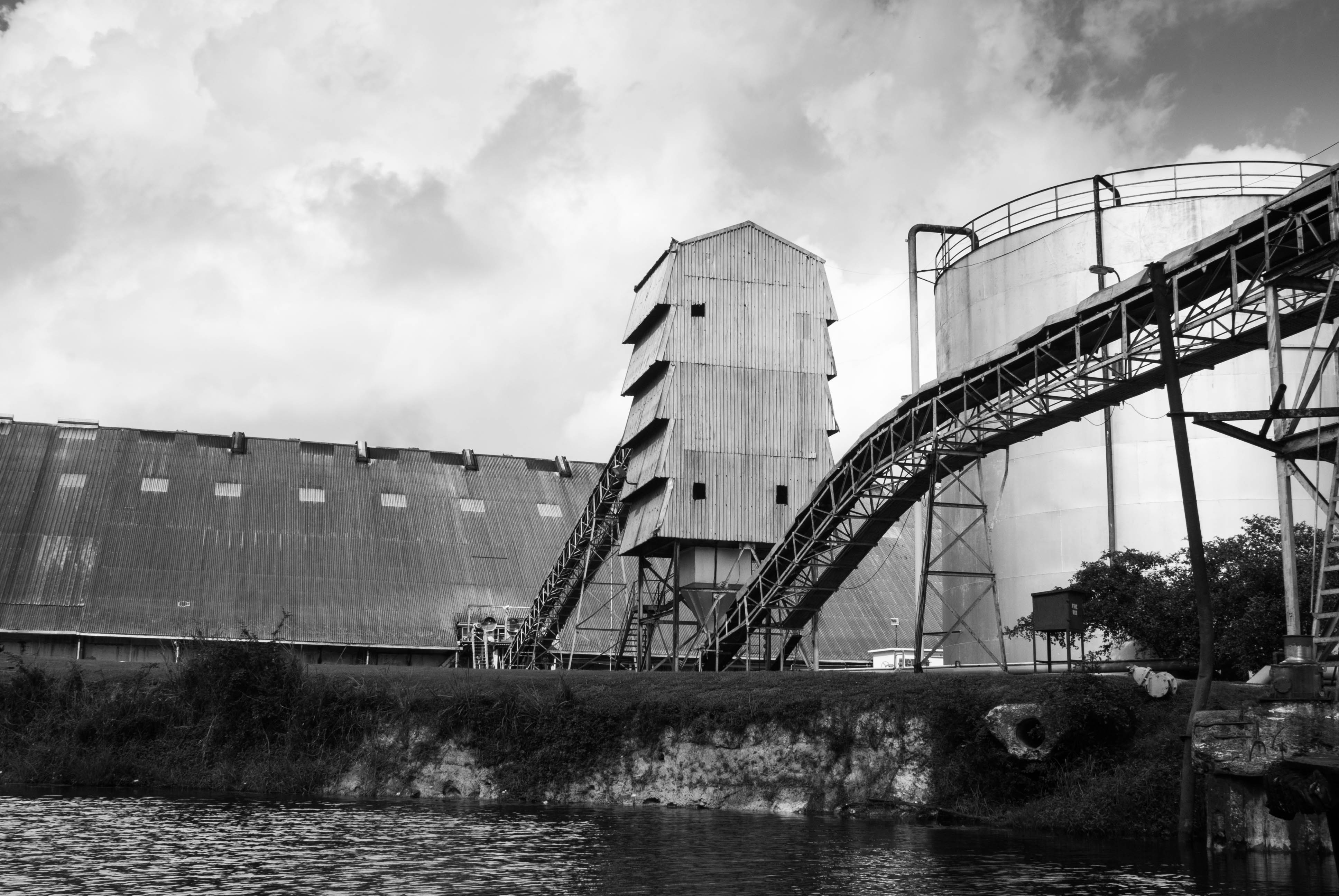
Fabrică de procesare a trestiei de zahăr din Belize, una dintre principalele exporturi ale statului.

Belize are o economie de întreprinderi mică, în mare parte privată, care se bazează în principal pe agricultură, industria agro-alimentară și comerț. Turismul și industria construcțiilor, sunt industrii mai recente, asumând un rol mai important în decenii recente. Țara mai este un producător al mineralelor industriale, al petrolului brut și al petrolului rafinat.
În anul 2017, producția petrolului a fost de 2.000 de butoaie de petrol pe zi.
Aproape jumătate din exporturi totale ale țării sunt produse agricole și zahăr, ca pe când Belize era o colonie, pe când industria bananelor, aduce cele mai multe locuri de muncă.
În 2007, Belize a devenit al treilea cel mai mare exportator de papaya din lume.
Guvernul statului, are de a face cu provocări importante pentru stabilitate economică.
Dezvoltarea infrastructuri rămâne o provocare, la fel cu urbanizarea. 
Belize are cea mai scumpă electricitate din regiune.
Comerțul este important, parteneri de comerț sunt: Statele Unite Ale Americii, Mexic, Uniunea Europeană și Marea Britanie

Electricitatea din Belize, după sursă

PIB (2025)- ▲$3,48 miliarde dolari (locul 165) 
PIB Per cap de locuitor- ▲ $8.355 dolari (locul 99)
Sărăcie- 41,3% din populație sub linia de sărăcie (2009)
53% locuiesc din sub $5,50 pe zi (1999)
Inflație (CPI)- 0.249% (2019)
Index de dezvoltare umană- ▼ 0.535  scăzut  (2021)
Forța de Muncă- ▲184.610 muncitori (59,8%)
Exporturi- $633 milioane (2013)
Produse:Zahăr, banane, îmbrăcăminte, Pești, lemn, petrol brut

## Patrimoniu mondial UNESCO
"Marele recif de corali" din Belize a fost înscris în anul 1996 pe lista patrimoniului cultural mondial UNESCO.

## Orașe
- Belmopan
- Benque Viejo del Carmen
- Corozal
- Dangriga
- Orange Walk
- Punta Gorda
- San Ignacio
- San Pedro